# Nesomomus
Nesomomus es un género de escarabajos longicornios de la tribu Acanthocinini.

## Especies
- Nesomomus fasciculosus Breuning, 1956
- Nesomomus servus Pascoe, 1864